# Dolichopeza (Trichodolichopeza) senzangakona
Dolichopeza (Trichodolichopeza) senzangakona is een tweevleugelige uit de familie langpootmuggen (Tipulidae). De soort komt voor in het Afrotropisch gebied.